# Peter Michael Goetz
Peter Michael Goetz (Buffalo, 10 dicembre 1941) è un attore e regista statunitense.

## Biografia
Ha recitato in vari film, ed è principalmente noto per i film Il padre della sposa e Il padre della sposa 2. 
È sposato dal 1966 con Constance Fleurat dalla quale ha avuto due figli: Kevin e Michael.

## Filmografia parziale

### Cinema
- Wolfen, la belva immortale (Wolfen), regia di Michael Wadleigh (1981)
- C.H.U.D., regia di Douglas Cheek (1984)
- La miglior difesa è... la fuga (Best Defense), regia di Willard Huyck (1985)
- King Kong 2 (King Kong Lives), regia di John Guillermin (1986)
- Glory - Uomini di gloria (Glory), regia di Edward Zwick (1989)
- Non dirmelo... non ci credo (Another You), regia di Maurice Phillips (1991)
- Il padre della sposa (Father of the Bride), regia di Charles Shyer (1991)
- Il padre della sposa 2 (Father of the Bride Part II), regia di Charles Shyer (1995)
- Infinity, regia di Matthew Broderick (1996)

### Televisione
- Lou Grant - serie TV, episodio 5x16 (1982)
- Ai confini della realtà (The Twilight Zone) - serie TV, episodio 1x37 (1986)
- West Wing - Tutti gli uomini del Presidente (The West Wing) - serie TV, episodio 2x21 (2001)
- Senza traccia (Without a Trace) - serie TV, 1 episodio (2003)
- Psych - serie TV, episodio 1x06 (2008)
- Rush Hour - serie TV, episodio 1x11 (2016)

## Doppiatori italiani
Nelle versioni in italiano delle opere in cui ha recitato, Peter Michael Goetz è stato doppiato da:
- Franco Zucca ne Il padre della sposa, Il padre della sposa 2, Psych
- Carlo Reali in La miglior difesa è... la fuga
- Nando Gazzolo in King Kong 2
- Giorgio Piazza in Glory - Uomini di gloria
- Sergio Di Giulio in Jarod il camaleonte